# Gymnopilus eucalyptorum
Gymnopilus eucalyptorum là một loài nấm thuộc họ Cortinariaceae.